# Kistamás László
Kistamás László (1958. április 16. –) magyar énekes, zenész, zeneszerző, a Kontroll Csoport együttes alapítója.
Pályafutása
Tíz és tizennégy éves kora közt szülei kiküldetése révén Franciaországban élt. Visszatérését követően a budapesti Toldy Ferenc Gimnáziumban érettségizett 1973-ban. 
Eredetileg színházrendezőnek készült, de úgy gondolta, előtte kipróbálja magát színészként, így a középiskola után tagja lett Wéber Péter Mosolygó nevű amatőr színházi társulatának, ahol megismerkedett Bárdos Deák Ágnessel és Hajnóczy Csabával. Hármójuk ötlete volt 1980 nyarán egy zenekar alapítása. Csatlakozott hozzájuk Hajnóczy Árpád és Iványi Norbert, első koncertjük pedig az év végén, Wahorn András szilveszteri házibulijában volt – ekkor már Kontroll Csoport néven.
A zenekarban Kistamás az egyik énekes, performer és szövegíró volt, s együttesük népszerűsége révén a tagok az 1980-as évek magyarországi underground kultúrájának meghatározó alakjaivá váltak. A Kontroll Csoport az 1980-as évek közepén feloszlott, tagjai más formációban zenéltek tovább, Kistamás a Balkán Tourist alapító-vezetője lett. Időközben 1986-88 között tagja volt Jeles András alternatív színházi kísérleti társulatának, a Monteverdi Birkózó Körnek is.
Az 1988-ban nyílt Fekete Lyuk nevű alternatív zenei szórakozóhely egyik alapító-szervezője volt, és a Balkan Touristtal ugyanő adta az első koncertet is ott. Egyik szervezője volt az 1990-1992 között megrendezett Nap-Nap Fesztiváloknak, melyet a Sziget előzményeként tartanak számon, valamint az 1992-es EgoCentrumnak.
Első filmszerepét 1981-ben, Tarr Béla Szabadgyalog című alkotásában kapta, legismertebb alakítása talán Monory Mész András Meteo című filmjében Felhőcske megformálása volt. 
A  rendszerváltást követően a képi műfajban volt szervező: Csernátony Dórával és Till Attilával közös cégük több televíziós műsor készítésében is közreműködött, Kistamás műsorfejlesztő-rendezője volt például a Propaganda, a Gang, az Abszolút adásainak, de ugyanők szervezték a 2000-es években az ajándékokat rászorulóknak eljuttató Mikulásgyárat is. 1994-1997 között a Tilos az Á-ban működő Vákuum TV nevű médiaperformansz több mint ötven előadásában is közreműködött.
2009-ben részt vett a Kontroll Csoport New York-i koncertjén is. Örökös újrakezdőnek tartja magát, aki művészi eszközökkel reagál a világ változásaira.